# Destiny's Child
Destiny's Child (tạm dịch: Đứa trẻ của số phận, còn được gọi là DC) là một nhóm nhạc nữ R&B người Mỹ gồm ba thành viên chính thức sau cùng là Beyoncé Knowles, Kelly Rowland và Michelle Williams. Nhóm được thành lập năm 1997 tại Houston, Texas với tên gọi là Girl's Tyme, gồm Knowles, Rowland, LaTavia Roberson và LeToya Luckett. Vài năm sau đó, họ đã ký hợp đồng với hãng thu Columbia Records và đổi tên nhóm. Destiny's Child sau đó đã gặt hái được nhiều thành công với album phòng thu thứ hai của mình, The Writing's on the Wall, gồm hai đĩa đơn quán quân là "Bills, Bills, Bills" và "Say My Name".
Sau những thành công ấy chính là những mâu thuẫn nội bộ của nhóm, Roberson và Luckett đã kiện quản lý của nhóm là Matthew Knowles phân chia lợi nhuận của nhóm không đều cho các thành viên. Sau đó, nhóm đã thay thế hai thành viên mới là Williams và Farrah Franklin. Nhưng vào năm 2000, Franklin cũng đã rời nhóm và chỉ còn lại ba thành viên tiếp tục hoạt động. Nhóm đã phát hành album thứ ba của mình mang tên Survivor, một trong những album thành công nhất của nhóm cùng các đĩa thành công trên thế giới như "Independent Women", "Survivor" và "Bootylicious". Vào 2002, Destiny's Child tuyên bố rằng nhóm sẽ tạm thời tan rã để mỗi thành viên có thể phát triển sự nghiệp solo của mình. Sau đó, nhóm đã trở lại vào năm 2004 với album tiếp theo mang tên, Destiny Fulfilled. Trong khoản thời gian thực hiện tour diễn thế giới của mình, nhóm chính thức tuyên bố tan rã và tiếp tục sự nghiệp solo riêng của từng thành viên.
Tính đến nay nhóm đã phát hành bốn album phòng thu và bốn đĩa đơn quán quân tại Mỹ. Họ đã bán được tổng cộng 60 triệu đĩa trên toàn thế giới, và trở thành một trong những nhóm nhạc có số lượng đĩa bán ra cao nhất tại Hoa Kỳ. Tạp chí Billboard đã liệt kê Destiny's Child là một trong những bộ ba vĩ đại nhất mọi thời đại, và là nhóm nhạc thành công trên bảng xếp hạng Hot 100 với vị trí thứ 68 vào năm 2008. Năm 2005, giải thưởng World Music Awards trao tặng họ giải Nhóm nhạc nữ có số đĩa bán ra cao nhất mọi thời đại và đồng thời đứng vị trí số 9 trong danh sách những nghệ sĩ vĩ đại thập niên 2000–10 do Billboard bình chọn.

## Sự nghiệp âm nhạc

### 1990–1997: Bắt đầu sự nghiệp và Girl's Tyme
Vào năm 1990, Beyoncé Knowles gặp rapper LaTavia Roberson trong khi họ đang thi cuộc thi tuyển chọn ca sĩ cho một nhóm nhạc. tại Houston, Texas, nơi họ gia nhập nhóm, biểu diễn rap và nhảy. Sau đó, Kelly Rowland, người đã phải di chuyển đến nhà của Knowles vì một số vấn đề gia đình, cũng đã gia nhập nhóm vào năm 1991. Ban đầu nhóm mang tên gọi là Girl's Tyme với sáu thành viên, trong đó có Támar Davis và hai chị em Nikki và Nina Taylor. Nhờ Knowles và Rowland, nhóm Girl's Tyme giành được sự chú ý trên toàn quốc: nhà sản xuất R&B Arne Frager từ bờ biển phía Tây đã phải bay đến Houston để gặp mặt nhóm. Anh đưa họ đến phòng thu The Plant Recording Studios, tại Bắc California, và anh khá chú ý đến giọng hát của Knowles nhờ vào tính cách cũng như khả năng ca hát của cô. Sau khi ký hợp đồng thu âm với Frager, nhóm đã tập luyện để có thể thi đấu trong chương trình tìm kiếm tài năng nổi tiếng thời điểm ấy, Star Search. Nhưng đáng tiếc rằng họ đã bị loại khỏi cuộc thi, mà theo Knowles, ca khúc dự thi của họ là một chọn lựa sai lầm vì thực ra họ đã phải rap thay vì hát.
Cha của Knowles, Mathew, đã tự nguyện trở thành người quản lý của nhóm. Mathew Knowles đã loại Davis cùng chị em Taylor và thay thế bằng LeToya Luckett vào năm 1993, khiến nhóm còn lại bốn thành viên. Ngoài việc dành thời gian đến nhà thờ ở Houston, Girl's Tyme còn tập luyện ở vườn sau nhà và tiệm Salon Headliners của mẹ Knowles, Tina. Nhóm cũng đã trình diễn tại Đại lộ Montrose ở Houston, nơi có tiệm của mẹ Knowles, và đôi khi nhận được tiền boa của các khách hàng. Trong lúc đi học, Girl's Tyme thường trình diễn tại những sân khấu địa phương. Đến hè, Mathew Knowles đã mở một trại hè và cùng nhóm tập luyện vũ đạo và luyện thanh rất khắc nghiệt. Sau những buổi tập luyện, họ bắt đầu trình diễn các tiết mục mở màn cho những nhóm R&B đã thành lập như SWV, Dru Hill và Immature. Tina Knowles đã thiết kế trang phục cho những màn trình diễn của nhóm và luôn luôn sát cánh bên họ, trong khi đó, cô để lại tiệm salon của mình cho cô bạn thân, Vernell Jackson, quản lý một thời gian ngắn.
Sau vài năm, Girl's Tyme thay đổi tên của nhóm liên tục thành Something Fresh, Cliché, the Dolls, và Destiny. Nhóm đã ký hợp đồng với hãng Elektra Records nhưng sau đó họ đã hủy hợp đồng vài tháng sau trước khi họ có thể phát hành album. Việc theo đuổi hợp đồng thu âm này đã ảnh hưởng đến gia đình nhà Knowles: năm 1995, Mathew từ bỏ công việc buôn bán thiết bị y tế, điều làm giảm thu nhập nhà Knowles đi một nửa, và bố mẹ cô đã li thân thời gian ngắn do áp lực. Sau những vấn đề rắc rối gia đình, năm 1996, họ cuối cùng đổi tên thành Destiny's Child, được trích từ một đoạn Cuốn sách của Tiên tri Isaia.
Mathew Knowles đã giúp nhóm đàm phán với hãng thu Columbia Records vào năm 1997 và họ đã thu âm vài ca khúc ở Oakland, California trước khi ký hợp đồng với Columbia, một trong số đó là "Killing Time", ca khúc được sản xuất bởi Dwayne Wiggins từ nhóm Tony! Toni! Toné!, và được hãng thu nhận xét là "chất lượng độc nhất vô nhị". Bài hát đồng thời được kèm theo trong bộ phim năm 1997 Men in Black. Sau thành công của mình, nhóm đã phát hành đĩa đơn đầu tay mang tên "No, No, No" vào ngày 11 tháng 11 năm 1997 tại Mỹ.

### 1998–2000: Bứt phá và cắt giảm thành viên

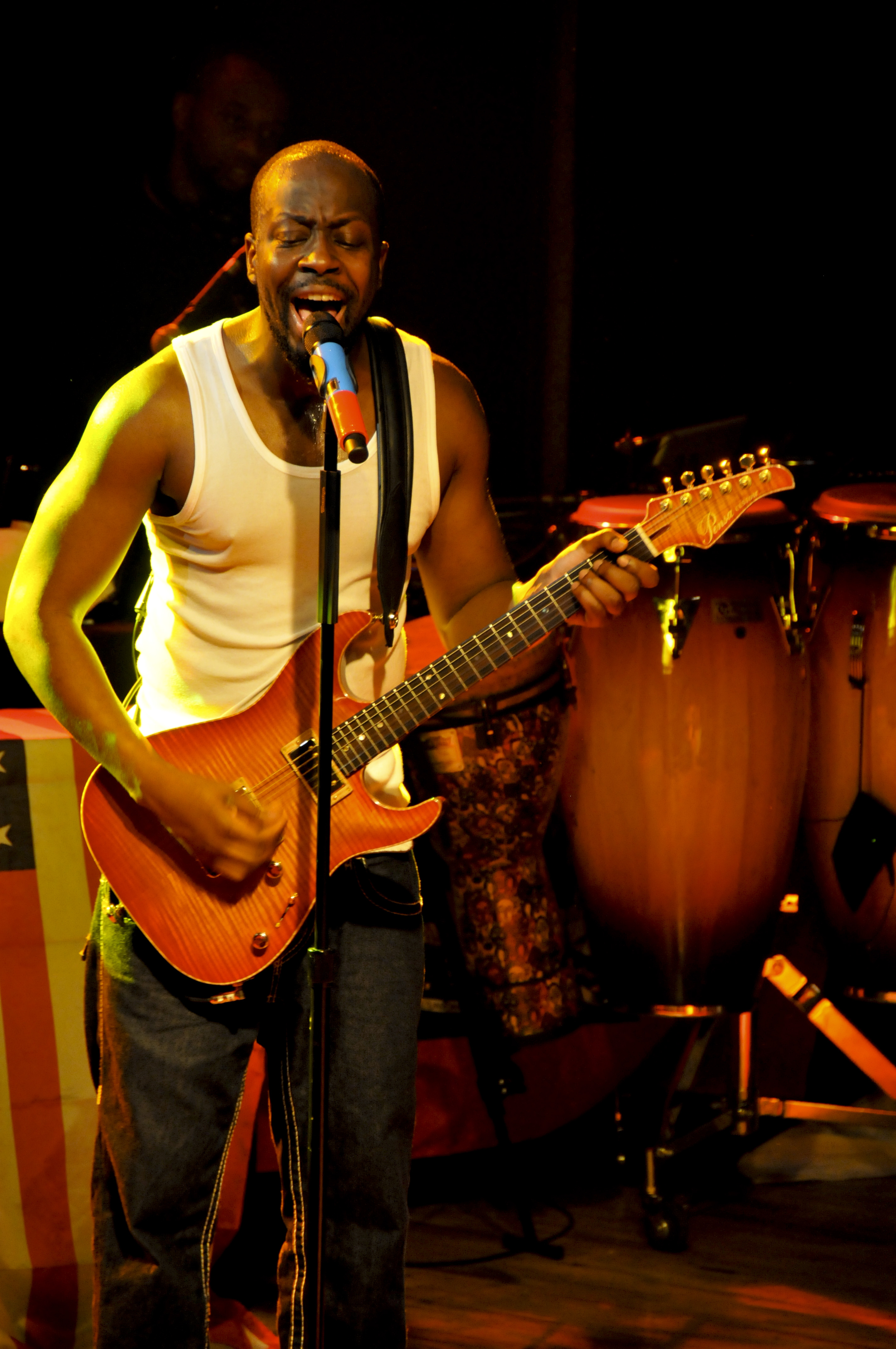
Wyclef Jean là người phối lại ca khúc "No, No, No", giúp đĩa đơn đầu tiên của nhóm Destiny's Child thành công vang dội.

Destiny's Child sau đó đã quyết định phát hành album đầu tiên của mình, được lấy tên của nhóm và được phát hành vào ngày 17 tháng 2 năm 1998, thực hiện bởi năm nhà sản xuất nổi tiếng là Rob Fusari, Jermaine Dupri, Wyclef Jean, Dwayne Wiggins và Corey Rooney. Destiny's Child đứng vị trí 67 trên bảng xếp hạng Billboard 200 và vị trí 40 trên bảng Billboard Top R&B/Hip-Hop Albums. Đến nay album đã bán tổng cộng một triệu bản tại Hoa Kỳ, trở thành album Bạch kim do tổ chức Hiệp hội Thu âm Hoa Kỳ (RIAA) chứng nhận. Phiên bản phối lại của đĩa đơn đầu tiên, "No, No, No", leo lên dẫn đầu trên bảng xếp hạng Billboard Hot R&B/Hip-Hop Singles & Tracks và vị trí thứ ba trên bảng xếp hạng Billboard Hot 100. Trong nước, đĩa đơn bán tổng cộng một triệu bản và được chứng nhận đĩa Bạch kim bởi RIAA. Tiếp đó, nhóm tiếp tục phát hành hai đĩa đơn mới là "With Me Part 1" và "Get on the Bus" nhưng không được thành công bằng "No, No, No". Vào năm 1998, Destiny's Child đã nhận được ba giải Soul Train Lady of Soul, trong đó có hạng mục Nghệ sĩ mới xuất sắc nhất cho "No, No, No". Knowles công nhận album đầu tay đã là một thành công của nhóm nhưng lại không được vang dội khi cô cho rằng đó là một bản thu theo thể loại neo soul và điều đó lại quá già dặn so với lứa tuổi 15 của họ.
Sau thành công của album đầu tay, Destiny's Child nhanh chóng quay trở lại phòng thu cùng một dàn nhà sản xuất khác, trong đó có Kevin "She'kspere" Briggs và Rodney Jerkins. Họ tiếp tục phát hành album mới là The Writing's on the Wall vào ngày 27 tháng 7 năm 1999 và trở thành album đột phá của họ. The Writing's on the Wall đứng vị trí thứ năm trên bảng xếp hạng Billboard 200 và vị trí á quân trên bảng xếp hạng R&B đầu năm 2000. "Bills, Bills, Bills" sau đó đã được phát hành với tư cách là đĩa đơn quán quân vào năm 1999, đứng đầu tại Billboard Hot 100, và trở thành đĩa đơn quán quân đầu tiên tại Mỹ của họ. The Writing's on the Wall đã được ghi nhận như là album đột phá của Destiny's Child, thúc đẩy sự nghiệp và đưa tên tuổi của họ đến với đông đảo công chúng hơn. Nhưng chìa khóa thành công của album này chính là nhờ đĩa đơn thứ ba mang tên "Say My Name", ca khúc chiếm vị trí số 1 trên bảng xếp hạng Billboard Hot 100 đến ba tuần liên tiếp. Sự phát hành thành công những đĩa đơn trên đã củng cố cho doanh thu của album, cuối cùng bán được hơn 8 triệu bản ở Hoa Kỳ giành 8 đĩa bạch kim bởi RIAA, còn album The Writing's on the Wall đã bán được tổng cộng 15 triệu bản toàn thế giới và trở thành một trong những album thành công nhất năm 2000.

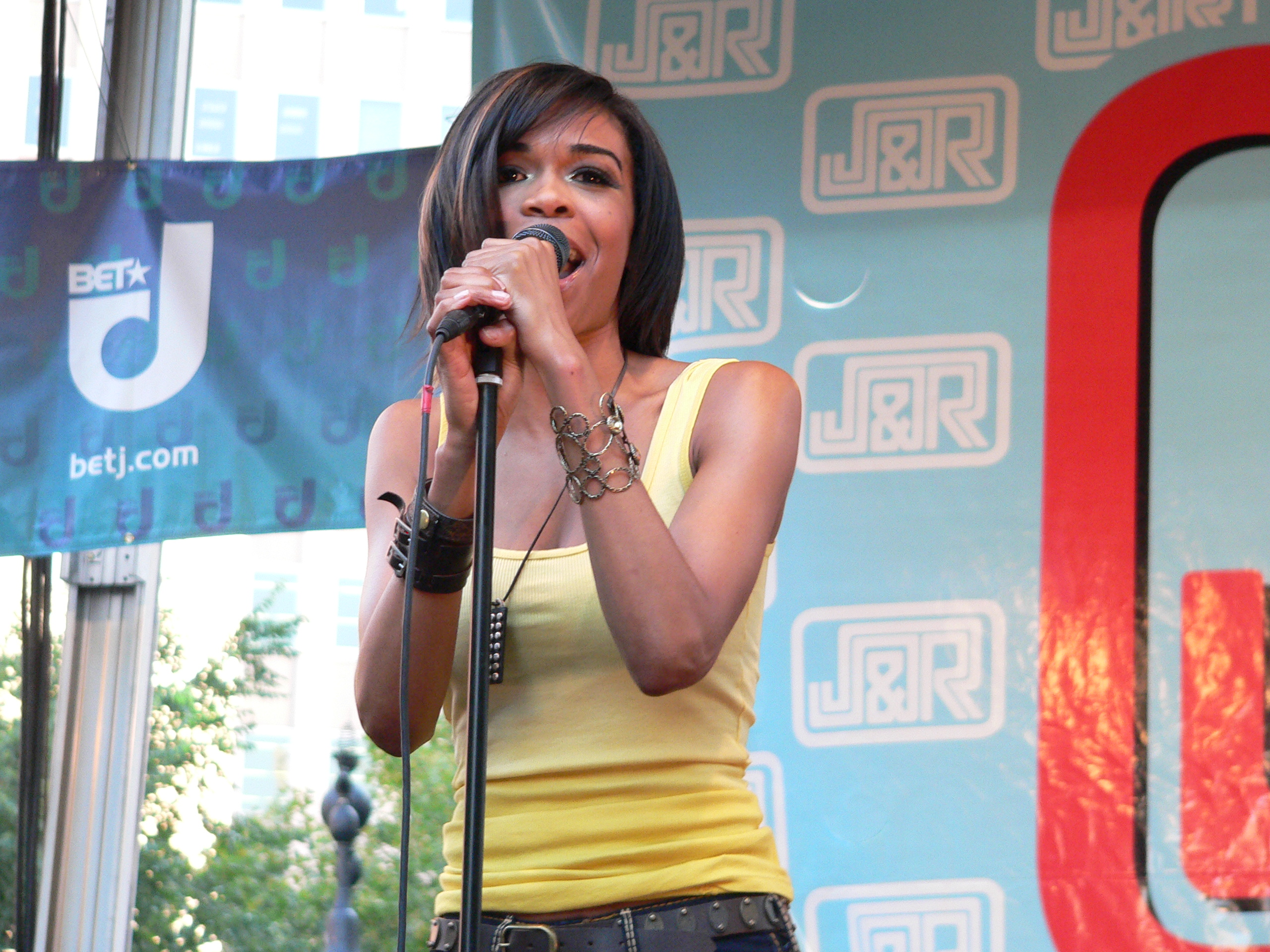
Michelle Williams tham gia nhóm nhạc nhằm thay thế Luckett và Roberson.

Vào tháng 11 năm 1999, Luckett và Roberson đã cố gắng cắt đứt với quản lý của họ, cho rằng ông đã giữ một phần không đều lợi nhuận của nhóm nhạc, và thiên vị cho Knowles và Rowland. Trong khi họ chưa có ý định rời nhóm, khi video ca nhạc của "Say My Name" ra mắt vào tháng 2 năm 2000, họ đã phát hiện ra rằng nhóm sẽ có hai thành viên mới thay thế họ và sẽ gia nhập cùng Knowles và Rowland. Đến khi trình chiếu video, Knowles đã tuyên bố rằng hai thành viên Luckett và Roberson đã rời khỏi nhóm trên chương trình TRL. Nhóm đã thay thế hai thành viên mới là Michelle Williams, người vừa chấm dứt công việc của mình với Monica, Farrah Franklin, một người có tham vọng trở thành ca sĩ kiêm diễn viên. Trước khi nghỉ việc, Williams đã được giới thiệu đến Destiny's Child bởi một người bạn biên đạo múa, cô đã bay đến Houston để sống tại nhà của gia đình Knowles.
Vào tháng 3 năm 2000, Roberson và Luckett đã kiện ông Mathew Knowles và nhóm nhạc do vi phạm sự hợp tác và trách nhiệm của người được ủy thác. Sau vụ kiện, cả hai bên đều buộc tội lẫn nhau trước giới truyền thông. Sau năm tháng trình diễn với nhóm Destiny's Child, Franklin cũng đã rời khỏi nhóm nhạc, theo nhóm nhạc, cô đã bị sa thải vì cô hay lỡ những sự kiện hay các buổi diễn. Theo thành viên Williams, Franklin không thể chịu nổi những áp lực xung quanh mình. Franklin sau đó đã chia sẻ rằng cô rời nhóm nhạc bởi sự tiêu cực xung quanh vụ tranh chấp và việc cô không thể có được bất kỳ quyền lợi nào trong việc đưa ra quyết định. Nhưng vụ việc này gây ít gây tiếng vang hơn. Mặt khác, Williams chia sẻ rằng việc thêm cô vào trong nhóm dẫn tới việc cô phải "tranh đấu với sự không an toàn": "Tôi đã so sánh mình với những thành viên khác và áp lực đang đè nặng lên tôi."
Đến cuối năm 2000, Roberson và Luckett đã ngừng kiện Knowles và Rowland trong một cuộc trao đổi riêng, nhưng họ vẫn tiếp tục chống lại người quản lý của mình. Trong cuộc trao đổi riêng giữa hai bên, họ đều chấp thuận việc không tấn công nhau trên sóng truyền thông. Roberson và Luckett sau đó đã tham gia vào nhóm nhạc Anjel nhưng không gây tiếng vang và số lượng đĩa không bán chạy. Trong khi đó, Destiny's Child vẫn tiếp tục thành công. Những năm sau có lẽ là những năm thành công nhất của nhóm, và đã giúp họ trở thành một hiện tượng văn hóa đại chúng. "Say My Name" đã trở thành đĩa đơn quán quân có số lượng đĩa bán ra thành công nhất của nhóm từ trước đến nay. Đĩa đơn cuối cùng của album The Writing's on the Wall là "Jumpin' Jumpin'", đồng thời cũng là đĩa đơn nằm trong top 10. Trong thời gian này, Destiny's Child bắt đầu trình diễn mở màn cho các ca sĩ nổi tiếng như Britney Spears và Christina Aguilera.
Sau đó, Destiny's Child đã thu âm ca khúc nhạc phim cho bộ phim Charlie's Angels. Ca khúc sau đó được phát hành dưới dạng đĩa đơn vào tháng 10 năm 2000 với tên, "Independent Women Part 1", tiếp tục đạt vị trí số một trong 11 tuần liền trên bảng xếp hạng Billboard Hot 100 từ tháng 11 năm 2000 đến tháng 1 năm 2001, trở thành đĩa đơn đứng nhất lâu nhất của Destiny's Child và trong năm đó tại Mỹ. Chính vì sự thành công của đĩa đơn này mà album nhạc phim của Charlie's Angels đã tiêu thụ 1,5 triệu bản vào năm 2001. Năm 2000, Destiny's Child đã nhận giải Sammy Davis Jr. của Soul Train với hạng mục Ngôi sao giải trí của Năm.

### 2001–2003:Survivor, những phát hành khác và tạm thời tan rã
Tại lễ trao giải Billboard Music Awards năm 2001, Destiny's Child đã giành được một số giải thưởng, trong đó có Nghệ sĩ của năm và Cặp/Nhóm của năm, họ tiếp tục giành giải Nghệ sĩ của năm trong năm giải thưởng khác vào năm sau đó. Vào tháng 9 năm 2000, nhóm đồng thời cũng mang về hai giải Soul Train Lady of Soul Awards, trong đó có Album R&B/Soul của Năm và Nhóm nhạc của năm cho album The Writing's on the Wall. Destiny's Child lại tiếp tục trở lại phòng thu và thu âm album thứ ba của họ, Survivor, vào khoảng cuối năm 2000 đến đầu năm 2001. Trong quá trình thực hiện, Knowles đảm nhiệm vai trò đồng sản xuất và đồng sáng tác gần như toàn bộ album. Survivor trở thành album thành công tại các cửa hàng vào mùa xuân năm 2001, giúp album dẫn đầu bảng xếp hạng Billboard 200 với hơn 663,000 bản đã được tiêu thụ trong tuần đầu tiên. Ba đĩa đơn đầu trích từ album là "Independent Women Part I", "Survivor" và "Bootylicious" đều vươn lên top 3 tại Mỹ và rất thành công tại các quốc gia khác; hai đĩa đơn đầu đều là hai đĩa đơn quán quân nhiều tuần liền tại Anh. Album còn được chứng nhận bốn lần đĩa Bạch kim tại Hoa Kỳ và hai lần đĩa Bạch kim tại Úc. Đến nay, Survivor đã bán hơn 12 triệu bản toàn thế giới.

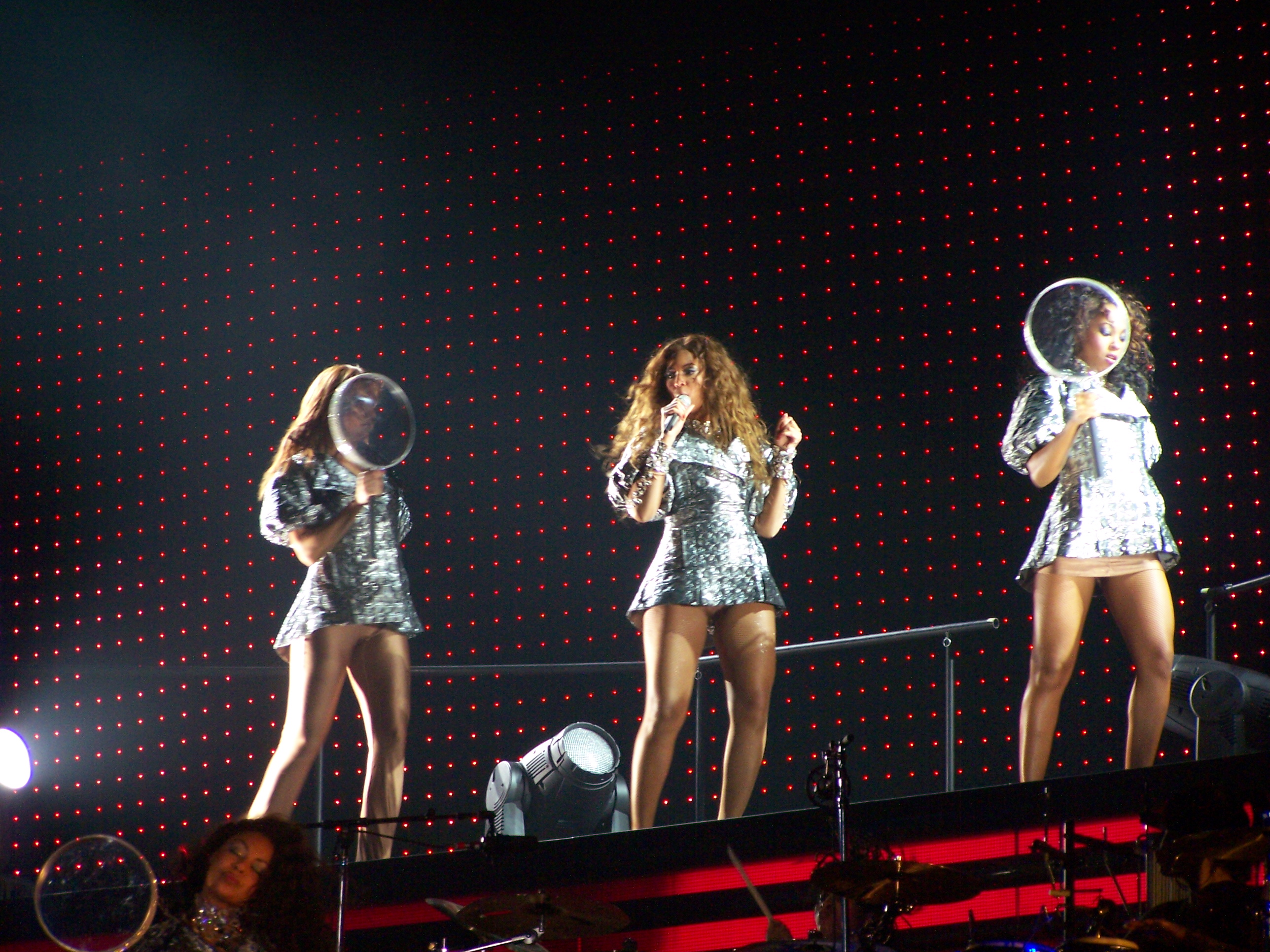
Beyoncé đang trình diễn ca khúc thành công của Destiny's Child, "Independent Women Part I", đĩa đơn quán quân nhiều tuần nhất của nhóm

Vào tháng 10 năm 2001, Destiny's Child phát hành một album chủ đề Giáng sinh mang tên 8 Days of Christmas, gồm các phiên bản hiện đại của những ca khúc Giáng sinh truyền thống. Album vươn lên vị trí 34 trên bảng xếp hạng Billboard 200. Vào tháng 2 năm 2001, Destiny's Child thắng hai giải Grammy cho "Say My Name" gồm Phần trình diễn R&B của một Cặp hay Nhóm Xuất sắc nhất và Ca khúc R&B Hay nhất. Họ sau đó cũng nhận được một giải American Music Award cho Nhóm nhạc/Cặp đôi R&B/Soul được yêu thích nhất. Năm 2001, nhóm còn hát bè cho Solange Knowles, trong ca khúc nhạc phim của sê-ri phim hoạt hình của Kênh Disney, The Proud Family. Vào tháng 3 năm 2002, một album tuyển tập được phối lại mang tên This Is the Remix đã được phát hành để trong thời gian này, nhóm có thể hoàn thiện album kế tiếp của mình. Album này giành vị trí thứ 29 tại Mỹ, tiêu thụ được hơn 1 triệu bản toàn thế giới và đã được liệt kê trong Danh sách các album phối lại có số đĩa bán cao nhất mọi thời đại. Đĩa đơn dẫn đầu của album, "Survivor" đã được cho là một lời đáp lại sau những xung đột giữa các thành viên trong ban nhạc, nhưng Knowles đã tuyên bố rằng bài hát không nhắm đến bất cứ ai cả. Ngay sau khi phát hành album This Is the Remix, hai thành viên cũ của nhóm là Roberson và Luckett thêm một lần nữa kiện Destiny's Child và hãng Sony Music, vì cho rằng đĩa đơn này đã phá vỡ thỏa thuận về việc ngừng buộc tội lẫn nhau trước công chúng. Vào tháng 6 năm 2002, vụ án đã được giải quyết xong bởi tòa.
Vào cuối năm 2000, thông báo về việc bắt đầu những dự án cá nhân đơn lẻ, bao gồm cả việc phát hành những album solo của mỗi thành viên, đây chính là một ý tưởng của người quản lý của họ. Vào năm 2002, Williams phát hành album solo của cô mang tên Heart to Yours, một tuyển tập nhạc Gospel đương đại. Album đứng giành vị trí thứ 1 trên bảng xếp hạng Billboard Top Gospel Albums. Cùng ngày phát hành Heart to Yours, Destiny's Child cũng đã phát hành tự truyện mang tên Soul Survivors. Rowland sau đó cũng đã kết hợp với nghệ sĩ hip hop Nelly trong ca khúc "Dilemma", trở thành một ca khúc thành công toàn cầu và giúp cô nhận được giải Grammy cho Kết hợp Rap/Hát hay nhất; trở thành người đầu tiên trong nhóm có đĩa đơn dẫn đầu bảng xếp hạng tại Mỹ. Cùng năm đó, Knowles đã có vai diễn đầu tiên trong phim Austin Powers in Goldmember. Cô còn thu âm ca khúc "Work It Out", được sử dụng làm nhạc phim và trở thành đĩa đơn đầu tay của cô.

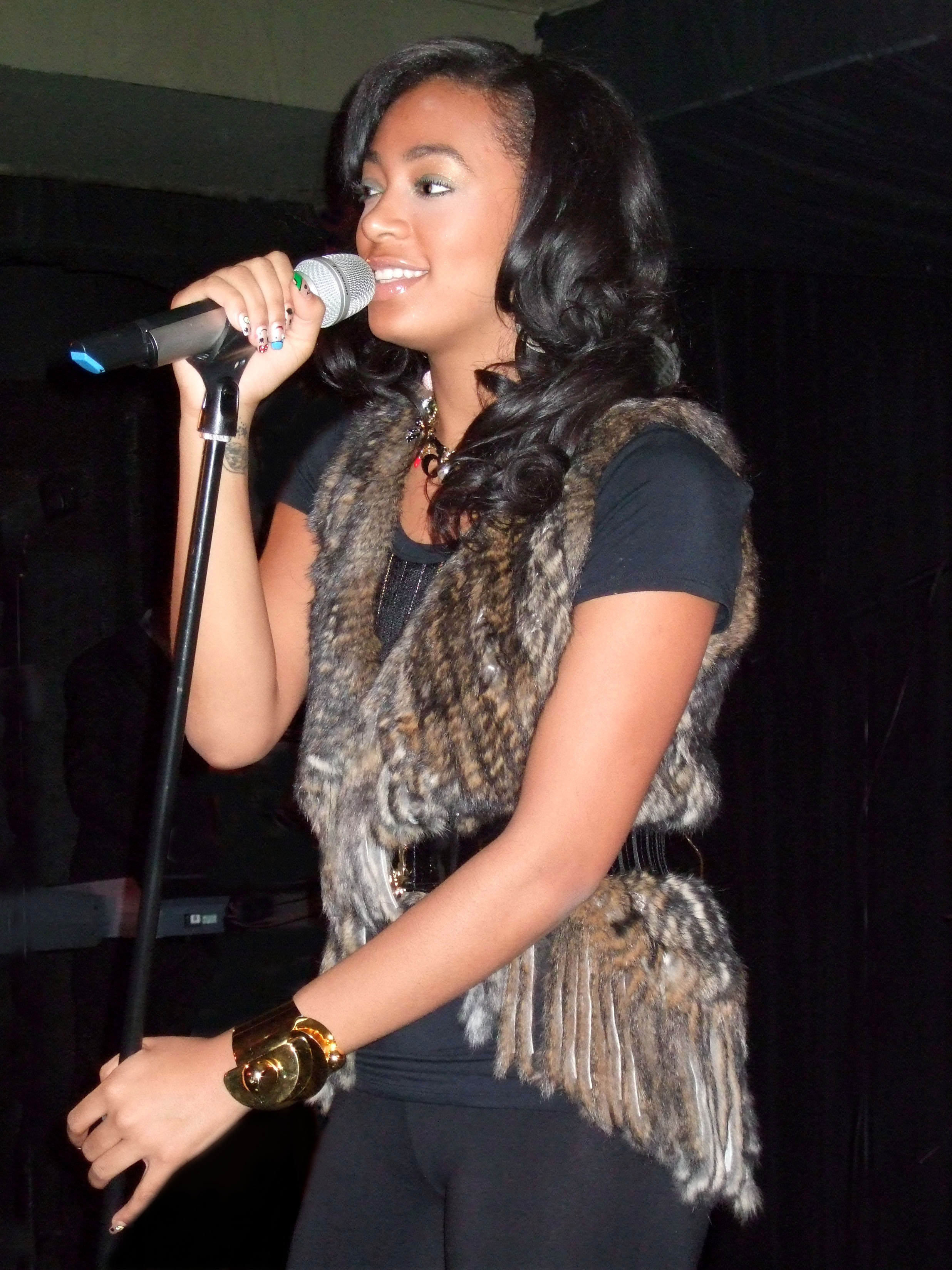
Em gái của Knowles, Solange, người từng thu âm và trình diễn cùng Destiny's Child, từng có tin đồn rằng sẽ tham gia nhóm, nhưng cô đã xác minh rằng đây chỉ là một bài kiểm tra về phản ứng của công chúng.

Sau thành công của "Dilemma", Rowland phát hành album đầu tay mang tên Simply Deep được dự kiến sẽ phát hành vào đầu năm 2003 nhưng đã dời lại sớm hơn vào tháng 9 năm 2002. Rowland sau đó đã trở thành tên tuổi nổi tiếng toàn cầu khi Simply Deep leo lên đứng đầu bảng xếp hạng UK Albums Chart. Cùng năm đó, cô cũng tham gia xuất hiện trong bộ phim kinh dị Freddy vs. Jason. Trong khi đó, Knowles đang thực hiện bộ phim thứ hai của mình là "The Fighting Temptations", và xuất hiện trong đĩa đơn "'03 Bonnie and Clyde" của nghệ sĩ rap hay còn được biết đến là bạn trai sau này của cô, Jay-Z, giúp mở đường cho việc phát hành album đơn đầu tay của Knowles.
Do sự thành công của "Dilemma", album đầu tay của Knowles, Dangerously in Love, đã phải trì hoãn nhiều lần cho tới tháng 6 năm 2003. Đây chính là thành công nổi trội nhất trong nhóm. Dangerously in Love sau đó xuất hiện tại vị trí quán quân trên bảng xếp hạng Billboard 200, với 317,000 bản được tiêu thụ trong tuần đầu tiên. Album gồm các đĩa đơn thành công như "Crazy in Love", và "Baby Boy"; hai đĩa đơn nằm trong top 5, "Me, Myself and I" và "Naughty Girl". Album được chứng nhận bốn lần Bạch kim do tổ chức RIAA. Đây cũng chính là album có số đĩa bán thành công nhất của Knowles tính đến nay, với hơn 4,7 triệu bản tại Hoa Kỳ, vào tháng 7 năm 2009. Trên toàn thế giới, album đã bán được hơn 11 triệu bản. Album solo này còn nhận được nhiều đánh giá cao từ các nhà phê bình và nhận được năm giải Grammy trong một đêm, bằng với Norah Jones, Lauryn Hill, và Alicia Keys về số giải Grammy nhận được nhiều nhất bởi một nghệ sĩ nữ trong một đêm. Vào tháng 11 năm 2003, Williams còn xuất hiện trong vở kịch Aida tại Broadway. Vào tháng 1 năm 2004, cô đồng thời cũng phát hành album gospel tiếp theo mang tên Do You Know.
Dwayne Wiggins, người sản xuất những bản thu đầu tiên cho nhóm Destiny's Child, đã nộp đơn kiện cùng luật sư cũ của anh (Bloom, Hergott, Diemer & Cook LLP), đòi bồi thường 15 triệu đô-la khi giảm bớt thỏa thuận hợp đồng mà không có sự đồng ý của anh. Trong bản hợp đồng gốc của anh có nói rõ sẽ cùng công ty Sony Music/Columbia và nhóm Destiny's Child làm việc với anh trong các dự án âm nhạc và họ sẽ mua bản quyền các ca khúc từ anh đến bảy năm liền, nhưng tiền bản quyền chỉ được chi trả vào ba album đầu tiên. Vụ việc đã được giải quyết với một số tiền không được tiết lộ.
Vào tháng 6 năm 2003, Mathew Knowles tuyên bố rằng Destiny's Child có thể sẽ thêm vào thành viên thứ tư là em gái của Knowles, Solange. Destiny's Child trước đó cũng đã từng hợp tác với cô trong các bản thu âm, cô đồng thời đã thay thế Rowland khi cô bị gãy ngón chân. Người quản lý của nhóm sau đó đã tiết lộ rằng đầy chỉ là một bài kiểm tra phản ứng của công chúng. Vào tháng 8 năm 2003, Knowles đã xác minh rằng cô sẽ không gia nhập nhóm, thay vào đó cô cũng giúp em gái mình quảng bá album Solo Star, phát hành vào tháng 1 năm 2003.

### 2004–2005:Destiny Fulfilledvà album tuyển tập cuối cùng
Ba năm sau khi nhóm tạm ngưng hoạt động cùng nhau, các thành viên của Destiny's Child đã trở lại để thu âm album phòng thu thứ tư và cuối cùng mang tên Destiny Fulfilled. Album này đưa nhóm tới một thể loại nhạc mang tính đường phố, mạnh mẽ hơn với những ca khúc có liên quan với nhau về ý tưởng. Destiny Fulfilled khá cân bằng đối với các thành viên: mỗi thành viên đều tham gia viết phần lớn ca khúc, cũng như trở thành giám đốc sản xuất bên cạnh quản lý của họ.
Destiny Fulfilled phát hành vào 15 tháng 11 năm 2004 nhưng đã không thể vượt qua được Survivor khi chỉ đạt vị trí thứ 2 tại tuần đầu tiên. Nhưng album vẫn được chứng nhận ba lần Bạch kim tại Hoa Kỳ, và vẫn là album có số lượng đĩa bán thành công nhất năm 2005 với hơn 8 triệu bản được tiêu thụ; giúp nhóm tiếp tục trở thành nhóm nhạc nữ có số lượng đĩa bán cao nhất và là nhóm nhạc Mỹ của năm. Bốn đĩa đơn trích từ album gồm "Lose My Breath", "Soldier", "Cater 2 U" và "Girl". Hai đĩa đơn đầu tiên đều vươn lên vị trí thứ ba tại Mỹ, còn "Soldier" và "Cater 2 U" đều được RIAA chứng nhận Bạch kim vào năm 2006.
Để quảng bá cho album, Destiny's Child đã thực hiện tour diễn thế giới của họ mang tên Destiny Fulfilled... and Lovin' It Tour. Vào ngày 11 tháng 6 năm 2004, tại buổi diễn ở Palau Sant Jordi tại Barcelona, Tây Ban Nha, nhóm đã công bố trước 16,000 khán giả họ sẽ chính thức tan rã. Tuy nhiên, Destiny's Child vẫn tuyên bố rằng tên gọi Destiny Fulfilled (Tạm dịch: Số phận Hoàn tất) không phải là sự trùng hợp ngẫu nhiên. Ngay trong khi thực hiện album, họ đã có ý định chia tay sau 14 năm hoạt động của nhóm để theo đuổi con đường đi riêng như nguyện vọng của mỗi thành viên. Knowles đã phát biểu rằng sứ mệnh của họ đã hoàn tất. Nhóm đã gửi một lá thư đến kênh MTV và nói về sự tan rã:

Chúng tôi đã làm việc cùng nhau từ lúc 9 tuổi, và cùng nhau đi lưu diễn lúc 14 tuổi. Sau rất nhiều cuộc thảo luận và thấu hiểu lẫn nhau, chúng tôi đã nhận ra rằng tour diễn gần đây đã cho nhóm cơ hội để rời xa Destiny's Child trên đỉnh cao của sự nghiệp, với tình bạn kèm theo sự biết ơn lớn lao đến âm nhạc của chúng tôi, những người hâm mộ và những thành viên của nhóm. Sau những năm tuyệt vời làm việc cùng nhau, chúng tôi đã nhận ra rằng đây chính là thời điểm mà chúng tôi cần phải theo đuổi mục tiêu cá nhân và nỗ lực solo... Dù có chuyện gì xảy ra, chúng tôi sẽ luôn yêu quý nhau như những người bạn, như chị em và luôn ủng hộ nhau như những người nghệ sĩ. Chúng tôi muốn cảm ơn những người hâm mộ của vì tình yêu và sự ủng hộ vĩ đại của họ, nhóm mong sẽ gặp tất cả các bạn khi chúng tôi đang hoàn tất số phận của mình.
—Destiny's Child, MTV

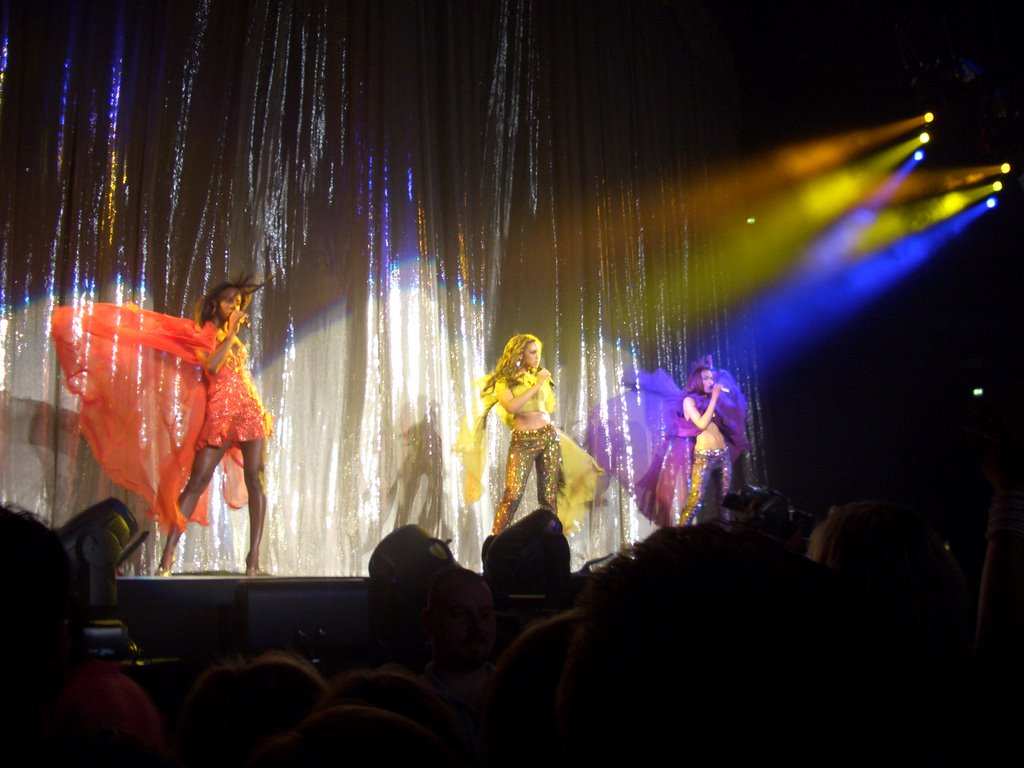
Destiny's Child trình diễn ca khúc "Say My Name" trong tour diễn cuối cùng của họ, Destiny Fulfilled... And Lovin' It

Destiny's Child đã phát hành album tuyển tập mang tên #1's, vào ngày 25 tháng 10 năm 2005. Album này gồm những đĩa đơn đã giành vị trí thứ nhất của họ như "Independent Woman Part 1", "Say My Name" và "Bootylicious". Ba ca khúc mới được thu âm cũng đã kèm theo trong album này, gồm "Stand Up For Love", bài hát chính thức cho Ngày Quốc tế Trẻ em, "Check on It", một bài hát Knowles thu âm cho bộ phim The Pink Panther' và "Feel the Same Way I Do", bài hát cuối cùng nằm trong album #1's. #1's đồng thời cũng được phát hành ở dạng DualDisc, nhưng vẫn chung danh sách các ca khúc, kèm theo 7 video được chọn lọc và một đoạn phim quảng bá cho DVD của nhóm là Destiny's Child: Live in Atlanta. DVD này được quay tại Atlanta khi nhóm thực hiện tour lưu diễn Destiny Fulfilled... And Lovin' It. DVD được phát hành ngày 28 tháng 3 năm 2006 và được chứng nhận Bạch kim bởi RIAA, với hơn 1 triệu bản đã tiêu thụ.
Tựa album này nói đúng ra phải gồm những đĩa đơn quán quân của nhóm. Trong khi những lời tựa của tuyển tập không đưa ra bất cứ thông tin nào liên quan đến sự trình diễn thương mại của các ca khúc trong album. Keith Caulfield của Billboard cho rằng tựa của album này có lẽ chỉ là một "cách thức tiếp thị". Ngược lại, nhà báo Chris Harris của MTV lại cho rằng album đã "xứng đáng với cái tên của nó"; #1's lần đầu xuất hiện tại vị trí số 1 trên bảng xếp hạng Billboard 200 với 113,000 bản đã được tiêu thụ trong tuần đầu tiên và đã được RIAA chứng nhận Bạch kim. "Stand Up For Love" sau đó đã chính thức trở thành đĩa đơn cuối cùng của nhóm Destiny's Child.

## Tan rã và những dự án gần đây

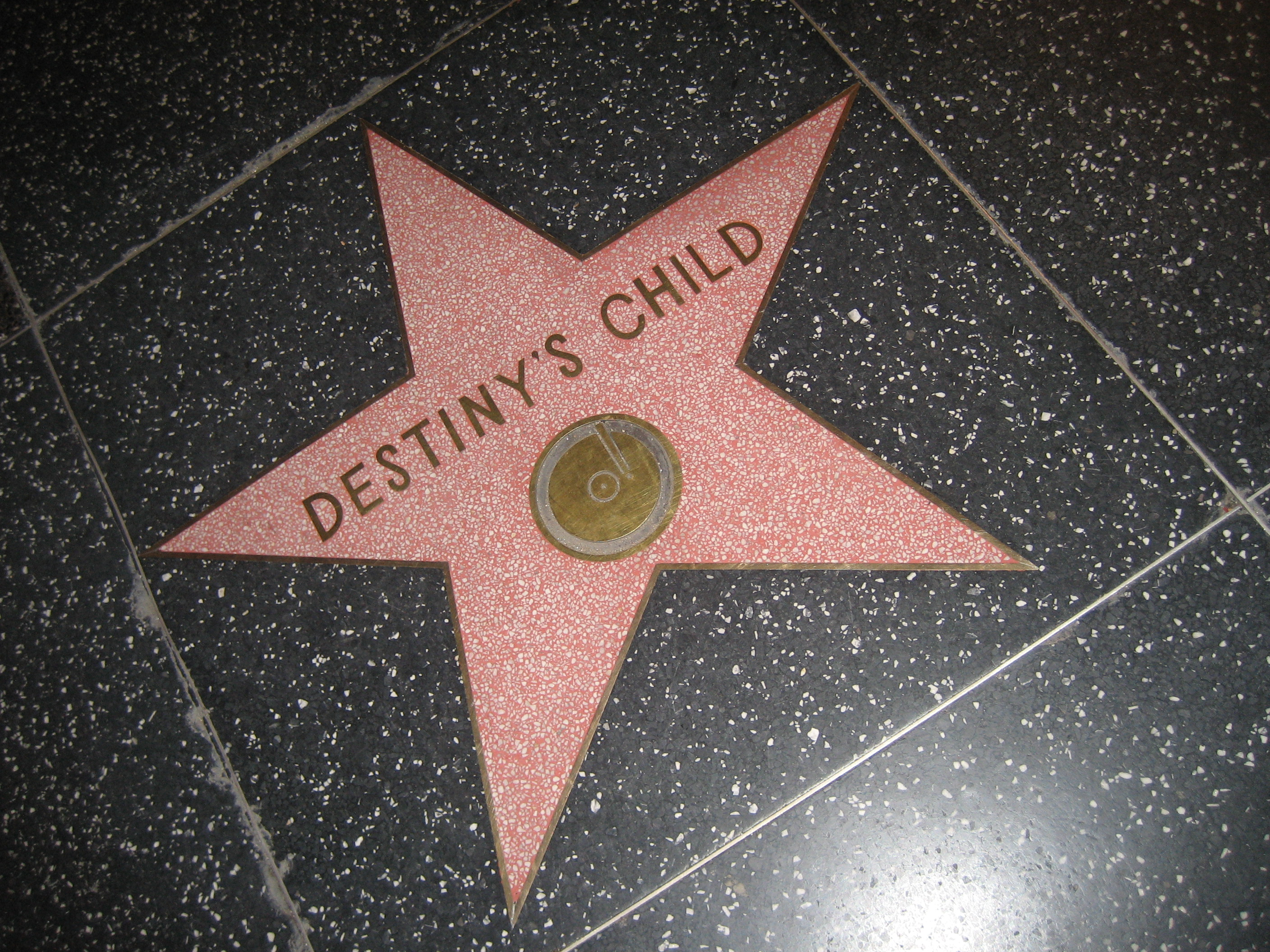
Ngôi sao của Destiny's Child trên Đại lộ Hollywood.

Destiny's Child đã tái hợp với màn trình diễn chia tay tại NBA All-Star Game 2006 vào ngày 19 tháng 2 ở Houston, Texas. Nhưng Knowles lại phát biểu rằng: "Đây chỉ là album cuối cùng, không phải là buổi diễn cuối cùng." Cùng tháng, họ cũng đã trình diễn lần cuối trên truyền hình tại đêm hòa nhạc từ thiện Fashion Rock ở New York. Vào ngày 28 tháng 3 năm 2006, Destiny’s Child đã nhận ngôi sao thứ 2.035 trên Đại lộ Danh vọng Hollywood. Tại lễ trao giải BET Awards 2006, Destiny's Child đã nhận giải Nhóm nhạc Xuất sắc nhất, hạng mục này cũng được nhóm nhận giải vào năm 2005 và 2001.
Sau khi tan rã, các thành viên trong nhóm tiếp tục sự nghiệp solo của mình, trong đó có LeToya Luckett, người phát hành album đầu tay của mình mang tên LeToya, vào tháng 7 năm 2006, dẫn đầu bảng xếp hạng Billboard 200. Knowles sau đó đã tham gia vào bộ phim hài năm 2006, The Pink Panther, và tham gia vào việc thu âm nhạc phim với đĩa đơn quán quân "Check on It". Cô sau đó tiếp tục nhận vai nữ chính trong bộ phim Dreamgirls, thực hiện từ vở nhạc kịch Broadway cùng tên kể về một nhóm nhạc thập niên 1960 hay đúng hơn là dựa trên câu chuyện của nhóm nhạc The Supremes. Trong bộ phim, cô đóng vai Deena Jones, nhân vật dựa trên hình mẫu của Diana Ross. Lấy cảm hứng từ nhân vật của mình trong bộ phim, cô đã bắt tay vào thực hiện album phòng thu thứ hai của mình mang tên B'Day, phát hành vào 4 tháng 9 năm 2006 tại Mỹ, đúng vào ngày sinh nhật của cô. Video ca nhạc "Get Me Bodied" của cô còn gồm Rowland, Williams, và người em gái Solange. Video sau đó đã được phát hành trong DVD B'Day Anthology vào tháng 4 năm 2007. Knowles chia sẻ: "Rất thú vị khi có họ trong video, bạn sẽ cảm thấy như mình là một phần của cuộc trải nghiệm này".
Vào năm 2007, Rowland đã phát hành album solo thứ hai của cô mang tên Ms. Kelly. Tiếp đó, ngày 26 tháng 6 năm 2007, nhóm đã tiếp tục cùng nhau trình diễn tải giải BET Awards năm 2007. Knowles đã trình diễn "Get Me Bodied" cùng các vị khách đặc biệt là Williams, Solange Knowles, và Mo'Nique. Sau buổi diễn, Knowles đã giới thiệu màn trình diễn tiếp theo là ca khúc "Like This" của Rowland và Eve. Vào ngày 2 tháng 9 năm 2007, Knowles và nhóm Destiny’s Child đã trình diễn một đoạn trong ca khúc "Survivor" khi thực hiện tour lưu diễn The Beyoncé Experience tại Los Angeles, hai thành viên còn lại của nhóm đã cùng nhau hát ca khúc "Chúc mừng Sinh nhật" đến cô. Màn trình diễn này sau đó cũng đã xuất hiện trong đĩa DVD mang tên The Beyoncé Experience Live!, phát hành vào ngày 20 tháng 11 năm 2007. Sau đó, vào mùa xuân năm 2008, Rowland đã phát hành lại album của mình với tiêu đề Ms. Kelly Deluxe. Album có ca khúc Daylight cùng nghệ sĩ rap của nhóm Gym Class Heroes, Travis McCoy, đã lọt vào top 20 của UK Singles Chart. Knowles sau đó đã thu âm lại ca khúc của Billy Joel, "Honesty", được công ty của Mathew Knowles/Music World phát hành dưới dạng CD tại Nhật Bản vào tháng 6 năm 2008 để kỷ niệm 10 năm thành lập nhóm. Williams sau đó đã phát hành album không thuộc thể loại Gospel đầu tiên của cô là Unexpected, vào tháng 10 năm 2008 cùng một số ca khúc mang hương vị Euro-dance sôi động. Một tháng sau đó, Knowles cũng đã phát hành album phòng thu thứ ba của mình mang tên I Am… Sasha Fierce. Vào mùa hè 2009, Williams đã lập nên lịch sử khi trở thành người da màu đầu tiên thủ vai Roxie Hart trong vở nhạc kịch Chicago trên sân khấu West End của London. Vào tháng 6 năm 2010, Rowland đã phát hành đĩa đơn "Commander", trích từ album sắp phát hành của cô là Here I Am. Beyoncé sau đó cũng đã phát hành đĩa đơn "Run the World (Girls)" từ album thứ tư của cô là 4, vào tháng 4 năm 2011.
Vào ngày 7 tháng 7 năm 2012, Mathew Knowles tiết lộ rằng nhóm nhạc sẽ tái hợp lại, ông chia sẻ, "Chúng tôi vẫn còn liên doanh với hãng Sony, vì vậy vào tháng 11, chúng tôi sẽ ra mắt hai album tổng hợp của Destiny's Child với thể loại âm nhạc mới". Trong buổi phỏng vấn, ông đồng thời cũng đề cập đến việc lên kế hoạch cho một tour lưu diễn khả thi. Dù vậy, các cô gái không có dự tính sẽ thu âm bất cứ thể loại nhạc mới nào cho album sắp tới nhưng thay vào đó sẽ có một album tuyển tập gồm những đĩa đơn cũ và những ca khúc chưa được phát hành.

## Từ thiện
Vào năm 2005, nhà sản xuất âm nhạc David Foster, con gái của ông Amy Foster-Gillies và Knowles đã cùng nhau viết ca khúc cho ngày Quốc tế Thiếu Nhi mang tên "Stand Up For Love", một sự kiện mang tính toàn cầu diễn ra hàng năm nhằm nâng cao ý thức và gây quỹ vì trẻ em. Sau ba năm qua, hơn 50 triệu đô-la đã được mọi người đóng góp và đã đưa đến Nhà tình thương Ronald McDonald và các tổ chức trẻ em khác. Destiny's Child đã trở thành đại sứ toàn cầu của chương trình này vào năm 2005.
Rowland, Knowles cùng gia đình Knowles đã thành lập Quỹ Survivor, vì mục đích cung cấp nhà tạm trú cho những nạn nhân và những người di tản từ trận Bão Katrina thuộc Houston, Texas. Quỹ Survivor cũng đã mở rộng thêm 'Knowles-Rowland Center For Youth', một dịch vụ cộng đồng đa mục đích ở khu vưc thương mại của Houston. Vào Sự kiện 11 tháng 9, Destiny's Child đã hủy chuyến lưu diễn châu Âu và biểu diễn trong một chương trình từ thiện.

## Phong cách trình diễn và âm nhạc
Destiny's Child thường ghi âm những ca khúc R&B với những phong cách gồm urban, đương đại và dance-pop. Destiny's Child đã tiết lộ rằng ca sĩ Janet Jackson chính là một trong những nguồn cảm hứng của họ. Ann Powers của tờ The New York Times mô tả âm nhạc của Destiny's Child "rất tươi mới và đầy cảm xúc... những cô gái này có những ca khúc những bản phối hay nhất, những đoạn nhạc khéo léo nhất và đặc biệt những giai điệu hợp thời nhất." Cũng trên tờ New York Times, Jon Pareles cho rằng thứ âm thanh làm nên Destiny's Child, bên cạnh giọng hát của Knowles, "là cách mà những giai điệu lên và xuống trong nhịp 2/2. Trên những ca khúc có tiết tấu đảo phách, giòn giã, những đoạn chính lưu loát nhanh chóng luân phiên với những điệp khúc mượt mà hơn." Nhóm chủ yếu hòa giọng của họ trong những bài hát, nhất là trong các bản ballad. Chủ yếu trong các ca khúc, mỗi thành viên thường hát đơn đoạn chính và hát cùng nhau ở đoạn điệp khúc. Nhưng trong album Survivor, mỗi thành viên đều trình diễn chính các ca khúc trong album: "... giờ đây mọi người đã trở thành một phần của âm nhạc... Các thành viên đều hát chính trong các ca khúc và nó rất tuyệt — vì vậy, Destiny's Child giờ đây đang ở giai đoạn đỉnh cao về giọng hát và tinh thần." Nhưng trong album, Knowles đảm nhiệm vai trò hát chính hoàn toàn trong các ca khúc như "Brown Eyes" và "Dangerously in Love". Các bài hát của nhóm thường có lời nhạc về tình yêu đôi lứa, tình chị em hay là các bản nhạc về nữ quyền.
Survivor gồm những chủ đề mà công chúng xem như là việc ám chỉ về xung đột nội bộ của nhóm. Ca khúc dẫn đầu, "Survivor", chính là chủ đề của toàn bộ album, nổi bật với ca từ "I'm not gonna blast you on the radio... I'm not gonna lie on you or your family... I'm not gonna hate you in the magazine" (Tạm dịch: "Tôi sẽ không công kích bạn trên sóng phát thanh... Tôi sẽ không nói dối về bạn và gia đình bạn... Tôi sẽ không ghét bạn trên tờ tạp chí...) khiến LaTavia và LeToya đâm đơn kiện nhóm nhạc; lời bài hát đã bị coi là một trong những vi phạm thỏa thuận của họ tại tòa án. Trong một buổi phỏng vấn, Knowles đã bình luận: "Lời nhạc của bài hát 'Survivor' chính là câu chuyện của Destiny's Child, bởi vì chúng tôi đã trải qua rất nhiều thứ,... Chúng tôi đã vượt qua sự khó khăn với các thành viên... Bất cứ những điều phức tạp mà chúng tôi có trong thời gian 10 năm qua đã giúp chúng tôi gần nhau, xiết chặt bên nhau và mạnh mẽ hơn." Một ca khúc khác có tên "Fancy", có lời nhạc là "You always tried to compete with me, girl... find your own identity" (Tạm dịch: "Bạn luôn luôn muốn ganh đua với tôi, cô gái... Hãy đi tìm chính bản thân mình đi") được nhận định bởi nhà phê bình David Browne cho tạp chí Entertainment Weekly, tương như một phản ứng đối với vụ kiện. Stephen Thomas Erlewine của Allmusic nhận xét Survivor là "một đĩa nhạc kiên quyết, bướng bỉnh với mục đích chứng minh rằng Destiny's Child có tài năng nghệ thuật, phần lớn nhờ việc họ đã sống sót qua sự tranh chấp nội bộ... Bản thu ấy cố trở thành một lời tuyên bố dũng cảm cuối cùng lại gây cảm giác bị ràng buộc và giả tạo." Dù có giành những lời khen tăng đối với những đĩa nhạc của nhóm nhưng sự tham gia quá dày đặc của Knowles trong những dự án đã gây ra những chỉ trích. Knowles viết và sản xuất hầu hết các ca khúc của Survivor. Browne cho rằng cô đã giúp Survivor "một album còn non nớt, nhưng không thể tránh khỏi, thể hiện những khó khăn khi nhóm đến tuổi trưởng thành".

## Hình ảnh công chúng

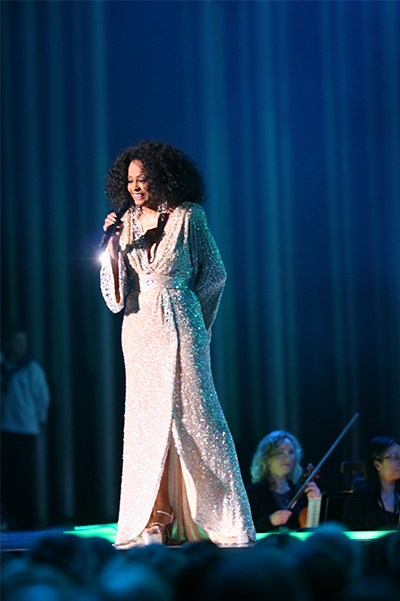
Nghệ sĩ R&B Diana Ross, giọng nữ chính của nhóm The Supremes, bị đánh đồng với Beyoncé Knowles (Ảnh: Harry Wad).

Destiny's Child đã được đem so sánh với nhóm The Supremes, một nhóm nhạc thập niên 1960, và Knowles đã bị đánh đồng với Diana Ross, giọng nữ chính của The Supremes; Knowles sau đó đã bác bỏ sự so sánh này. Thật trùng hợp là sau đó, cô đã vào vai dựa trên hình mẫu của Ross trong bộ phim Dreamgirls với tên Deena Jones, giọng nữ chính của nhóm The Dreams. Với vai trò được cho là rất lớn của Knowles trong việc sản xuất Survivor, Gil Kaufman của MTV cho rằng "rõ ràng là Beyoncé trở nên quan trọng với vai trò là người trưởng nhóm và gương mặt công chúng của DC". Sự thống trị của cô về sự sáng tạo trong album đã khiến album "gần như là tác phẩm của cô". Lola Ogunnaike của The New York Times cho rằng "Lâu nay trong nền công nghiệp âm nhạc, người ta tin rằng Destiny's Child không hơn gì một bệ phóng cho sự nghiệp solo tất yếu của Beyoncé Knowles."
Sau Dangerously in Love của Knowles, có những tin đồn lan truyền về sự tan rã có thể xảy ra với Destiny's Child khi mỗi thành viên đã trải nghiệm sự thành công và có những dự án đang được tiếp tục. Người ta đã so sánh với trường hợp của ca sĩ Justin Timberlake, người đã không trở lại nhóm 'N Sync vì sự thành công của album đầu tay của anh, Justified. Rowland đã phản đối tin đồn này và tuyên bố rằng họ sẽ trở lại với nhóm Họ cho rằng sự tái hợp này là điều được dự định từ trước và mối quan hệ thân thuộc của họ đã giúp họ gắn kết với nhau. Margeaux Watson, biên tập viên mỹ thuật của Suede chia sẻ rằng "ngôi sao này không muốn trở nên thiếu trung thành với những đồng sự cũ", và gọi việc trở lại của Knowles là một "việc từ thiện". Mẹ của Knowles, Tina, đã viết một quyển sách mang tên Destiny's Style: Bootylicious Fashion, Beauty and Lifestyle Secrets From Destiny's Child, xuất bản năm 2002, miêu tả về việc thời trang đã ảnh hưởng lên sự thành công của Destiny's Child như thế nào.

## Danh sách đĩa nhạc

### Album phòng thu
- 1998: Destiny's Child
- 1999: The Writing's on the Wall
- 2001: Survivor
- 2001: 8 Days of Christmas
- 2004: Destiny Fulfilled

### Những nhạc phẩm tiêu biểu
| Năm  | Đĩa đơn                    | Vị trí cao nhất | Vị trí cao nhất       | Vị trí cao nhất | Vị trí cao nhất | Vị trí cao nhất | Vị trí cao nhất | Vị trí cao nhất | Album             |   |    |                           |
| ---- | -------------------------- | --------------- | --------------------- | --------------- | --------------- | --------------- | --------------- | --------------- | ----------------- | - | -- | ------------------------- |
| Năm  | Đĩa đơn                    | 1999            | "Bills, Bills, Bills" | 1               | 6               | 26              | 9               | 4               | Album             | 1 | 20 | The Writing's on the Wall |
| 2000 | "Say My Name"              | 1               | 3                     | 1               | 2               | 1               | 4               | 1               |                   |   |    | The Writing's on the Wall |
| 2000 | "Independent Women Part I" | 1               | 1                     | 3               | 1               | 1               | 1               | 19              | Survivor          |   |    |                           |
| 2001 | "Survivor"                 | 2               | 1                     | 7               | 1               | 1               | 1               | 12              | Survivor          |   |    |                           |
| 2001 | "Bootylicious"             | 1               | 2                     | 4               | 4               | 5               | 4               | 5               | Survivor          |   |    |                           |
| 2004 | "Lose My Breath"           | 3               | 2                     | 3               | 16              | 1               | 2               | 8               | Destiny Fulfilled |   |    |                           |
|      | Đĩa đơn quán quân          | 4               | 2                     | 1               | 2               | 4               | 3               | 1               |                   |   |    |                           |

## Các thành viên trong nhóm
|  | Nikki Taylor (1990–1993)      |
|  | Nina Taylor (1990–1993)       |
|  | Támar Davis (1990–1993)       |
|  | LaTavia Roberson (1990–2000)  |
|  | LeToya Luckett (1993–2000)    |
|  | Farrah Franklin (2000)        |
|  | Beyoncé Knowles (1990–2005)   |
|  | Kelly Rowland (1991–2005)     |
|  | Michelle Williams (2000–2005) |